# Wasilij Zakurdajew
Wasilij Iwanowicz Zakurdajew (ros. Василий Иванович Закурдаев, ur. 6 stycznia 1903 w Petersburgu, zm. 24 sierpnia 1974 w Moskwie) – radziecki polityk, członek Centralnej Komisji Rewizyjnej KPZR (1952-1956), I sekretarz Mordwińskiego Komitetu Obwodowego WKP(b)/KPZR (1951-1958).
1920-1922 w Armii Czerwonej, uczestnik wojny domowej, w 1926 ukończył studia w Instytucie Gospodarki Ludowej im. Plechanowa, 1926-1928 instruktor wydziału organizacyjnego Wszechrosyjskiego Leśniczego Związku Spółdzielczego. Od 1927 w WKP(b), od 1934 szef wydziału politycznego stanicy maszynowo-traktorowej w obwodzie moskiewskim, 1935 II sekretarz rejonowego komitetu WKP(b) w obwodzie moskiewskim, 1935-1937 instruktor wydziału zarządzania organami partyjnymi Moskiewskiego Komitetu WKP(b), 1937-1938 kierownik wydziału prasy Komitetu Miejskiego WKP(b) w Riazaniu, 1938-1940 sekretarz Riazańskiego Komitetu Miejskiego WKP(b). Od marca do listopada 1940 kierownik wydziału organizacyjno-instruktorskiego Komitetu Obwodowego Komunistycznej Partii (bolszewików) Białorusi w Pińsku, 1940-1941 zastępca kierownika Wydziału Organizacyjno-Instruktorskiego KC KP(b)B, 1942-1943 zastępca szefa Białoruskiego Sztabu Ruchu Partyzanckiego Piotra Kalinina, później szef Wydziału Organizacyjno-Instruktorskiego KC KP(b)B. Od lipca 1946 do lutego 1949 I sekretarz Komitetu Obwodowego KP(b)B w Baranowiczach, od 19 lutego 1949 do 3 czerwca 1950 sekretarz i członek Biura Politycznego KC KP(b), 1950-1951 słuchacz kursów przy KC WKP(b). W 1951 II sekretarz, a od września 1951 do stycznia 1958 I sekretarz Mordwińskiego Komitetu Obwodowego WKP(b)/KPZR. Od 14 października 1952 do 14 lutego 1956 członek Centralnej Komisji Rewizyjnej KPZR, od 25 lutego 1956 do 17 października 1961 zastępca członka KC KPZR, 1958-1959 zastępca przewodniczącego, a od 17 września 1959 do 31 maja 1961 przewodniczący Komitetu Kontroli Radzieckiej Rady Ministrów Rosyjskiej FSRR, następnie na emeryturze. Deputowany do Rady Najwyższej ZSRR 4 kadencji. Odznaczony Orderem Lenina.